# Estación Los Lirios
La estación Los Lirios fue una estación de ferrocarril chilena, ubicada en la localidad de Los Lirios, comuna de Requínoa, construida en 1986 en conjunto con la estación de la comuna homónima. Formaba parte de la Red Sur de la Empresa de los Ferrocarriles del Estado (EFE). Actualmente se encuentra en desuso.

## Estación de carga

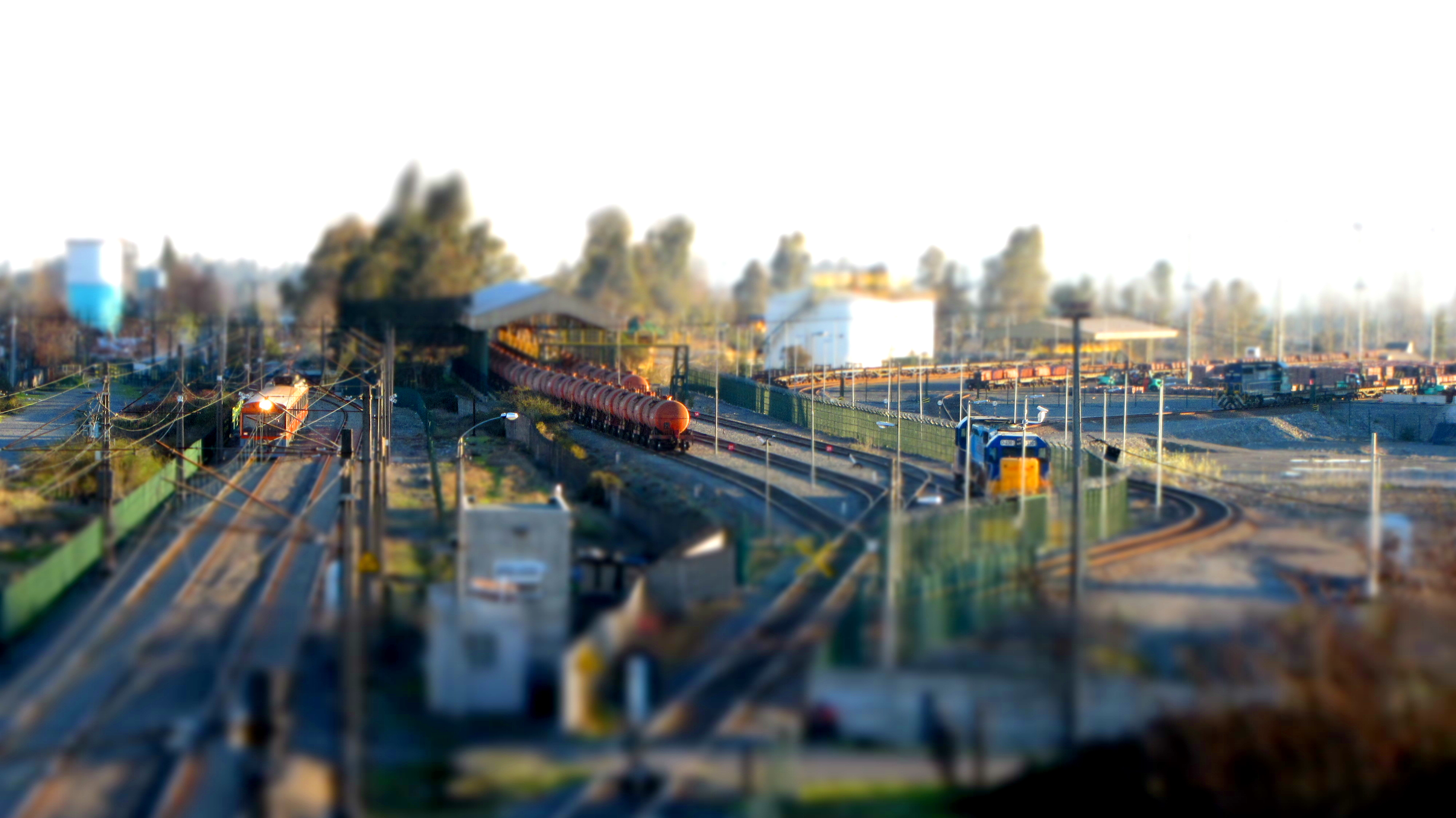
Planta de transferencia Los Lirios de Codelco.

Al norte de la localidad de Los Lirios, en el límite de Requínoa con la comuna de Olivar, está la Planta de Transferencia de Los Lirios, una estación ferroviaria de carga, desde donde se envía el ácido sulfúrico que se produce en la mina El Teniente de Codelco para luego ser llevado hasta la estación Barrancas en el puerto de San Antonio, a bordo del llamado «Tren del Ácido». Desde el año 2000 este transporte es realizado por la empresa chilena Transap dedicada al transporte de carga en la red ferroviaria del Sur de Chile. Esta empresa tiene además en la estación Los Lirios una planta de mantenimiento de sus locomotoras y carros.
La ubicación de esta estación es privilegiada al tener acceso por la antigua Ruta CH-5 y por la Ruta del Ácido desde donde bajan los camiones con el material proveniente del recinto cordillerano Caletones de Codelco. Frente a la estación se encuentra la Planta de Calcinación Los Lirios, también de Codelco.